# 문장 부호
문장 부호(文章符號, punctuation)는 쓰여진 텍스트를 (조용히 또는 소리 내어) 어떻게 읽어야 하는지, 그리고 결과적으로 어떻게 이해해야 하는지를 나타내는 표식이다. 가장 오래된 문장 부호의 예는 기원전 9세기 메사 석비에서 발견되었는데, 단어들 사이에 점이 있고 섹션들 사이에 가로 획이 있었다. 음소문자 기반의 글쓰기는 주로 상업 거래를 기록하는 데 목적이 있었기 때문에 띄어쓰기, 대소문자, 모음(참고: 아브자드) 없이 몇 개의 문장 부호만으로 시작되었다. 그리스의 극작가들(예: 에우리피데스와 아리스토파네스)에 이르러서야 배우들이 공연 중에 언제 멈춰야 할지 알 수 있도록 문장의 끝을 표시하기 시작했다. 문장 부호에는 단어 사이의 공백과 구식 및 현대적 기호가 포함된다.
19세기까지 문장 부호는 중요도에 따라 계층적으로 사용되었다. 1966년 프랑스 작가 에르베 바쟁이 제안한 여섯 개의 부호는 이모티콘과 이모지의 전신으로 볼 수 있다.
드물게는 다른 문장 부호를 사용함으로써 텍스트의 의미가 크게 달라질 수 있다. 예를 들어 "woman, without her man, is nothing" (여성에게 남성의 중요성을 강조)과 대비되는 "woman: without her, man is nothing" (남성에게 여성의 중요성을 강조)과 같다. 유사한 의미 변화는 대부분의 언어에서 초분절음과 같은 발화 요소를 사용하여 말로 표현될 수 있다. 문장 부호 규칙은 언어, 위치, 사용역, 시간에 따라 달라진다. 온라인 채팅과 문자 메시지에서는 특히 젊은 사용자들 사이에서 문장 부호가 속기적으로 사용된다.

## 역사

### 서양 고대
고대에는 서양의 대부분의 서기관들이 스크립티오 컨티누아(scriptio continua), 즉 단어 경계를 구분하는 문장 부호 없이 글을 썼다. 기원전 5세기경 그리스인들은 텍스트의 구두 전달을 돕기 위해 수직으로 배열된 점들—보통 디콜론 또는 트리콜론—로 구성된 문장 부호를 사용하기 시작했다. 기원전 200년 이후, 그리스 서기관들은 비잔티움의 아리스토파네스가 발명한 théseis 시스템을 채택했다. 이 시스템에서는 punctus라고 불리는 단일 점이 연설의 수사학적 구분을 나타내기 위해 여러 높이 중 하나에 배치되었다:
- hypostigmḗ – 절보다 작은 단위인 komma를 표시하기 위한 낮은 punctus
- stigmḕ mésē – kōlon (절)을 표시하기 위한 중간 높이의 punctus
- stigmḕ teleía – periodos (문장)을 표시하기 위한 높은 punctus[6]

또한 그리스인들은 문장의 시작을 표시하기 위해 파라그라포스(paragraphos, 또는 감마)를, 인용문을 표시하기 위해 여백에 디플을, 주요 섹션의 끝을 나타내기 위해 코로니스를 사용했다.
기원전 1세기 동안 로마인들도 가끔 일시 정지를 나타내기 위해 기호를 사용했지만, 아엘리우스 도나투스와 세비야의 이시도르 (7세기)가 보고한 바와 같이 서기 4세기에는 라틴어로 distinctiones라고 불리는 그리스어 théseis가 널리 사용되었다. 라틴어 텍스트는 때때로 per capitula로 배열되어 각 문장이 자체 줄에 배치되었다. 디플은 사용되었지만, 후기에는 종종 쉼표 모양의 표식으로 퇴화했다.

### 중세
문장 부호는 많은 수의 성경 사본이 제작되기 시작하면서 극적으로 발전했다. 이 사본들은 소리 내어 읽히도록 설계되었기 때문에 서기관들은 독자를 돕기 위해 들여쓰기, 다양한 문장 부호(디플, 파라그라포스(paragraphos), simplex ductus), 그리고 초기 버전의 머리 대문자(litterae notabiliores)와 같은 다양한 표식을 도입하기 시작했다. 히에로니무스와 그의 동료들은 성경을 라틴어로 번역한 불가타 ( 서기 400년경c.)를 만들면서 데모스테네스와 키케로의 연설을 가르치는 데 확립된 관행을 기반으로 한 레이아웃 시스템을 사용했다. 그의 per cola et commata 레이아웃에서는 모든 의미 단위가 들여쓰기되고 자체 줄에 배치되었다. 이 레이아웃은 5세기에서 9세기 동안 성경 필사본에만 사용되었지만 나중에는 문장 부호에 유리하게 폐기되었다.
7세기에서 8세기에는 아일랜드인과 앵글로색슨족 서기관들, 즉 라틴어에서 유래하지 않은 모국어를 사용하는 이들이 텍스트를 더 이해하기 쉽게 만들기 위해 더 많은 시각적 단서를 추가했다. 아일랜드 서기관들은 단어 분리 관행을 도입했다. 마찬가지로 섬 서기관들은 distinctiones 시스템을 채택하면서 미니어처 필기체에 맞게(더 눈에 띄게) 높이를 다르게 하는 대신 수평으로(또는 때때로 삼각형으로) 정렬된 다른 수의 표식을 사용하여 일시 정지의 지속 시간을 나타냈다: 사소한 일시 정지에는 한 개의 표식, 중간 일시 정지에는 두 개, 주요 일시 정지에는 세 개. 가장 흔한 것은 punctus, 쉼표 모양의 표식, 그리고 7자 모양의 표식(comma positura)이었는데, 종종 조합하여 사용되었다. 같은 표식은 여백에서 인용문을 표시하는 데 사용될 수 있었다.
8세기 후반 프랑스에서는 카롤루스 왕조 하에 다른 시스템이 나타났다. 원래 전례를 노래할 때 목소리를 어떻게 조절해야 하는지를 나타내던 positurae는 소리 내어 읽히는 모든 텍스트로, 그리고 모든 필사본으로 퍼져나갔다. Positurae는 10세기 후반에 처음으로 잉글랜드에 도달했으며, 아마도 베네딕토 개혁 운동 중에 도입되었지만, 노르만 정복 이후에야 채택되었다. 원래의 positurae는 punctus, punctus elevatus, punctus versus, 그리고 punctus interrogativus였지만, 10세기에는 punctus와 punctus elevatus 사이의 값의 일시 정지를 나타내기 위해 다섯 번째 기호인 punctus flexus가 추가되었다. 11세기 후반/12세기 초반에 punctus versus는 사라지고 단순한 punctus (이제는 두 가지 다른 값을 가짐)로 대체되었다.
중세 후기에는 virgula suspensiva (빗금 또는 중간 점이 있는 빗금)가 추가되었는데, 이는 다른 종류의 일시 정지를 위해 종종 punctus와 함께 사용되었다. 직접 인용문은 고대와 마찬가지로 여백에 디플로 표시되었지만, 적어도 12세기부터 서기관들은 텍스트 열 내에 디플(때로는 이중)을 삽입하기 시작했다.

### 중세 중국
표어적 또는 음절적 (예: 중국어 및 마야 문자) 텍스트에서는 모호성을 해소하고 강조를 나타내기 위해 구어와 구별되는 별도의 문어 형태를 사용할 수 있었으므로 문장 부호, 특히 공백이 필요하지 않았다. 고대 중국 고전 텍스트는 문장 부호 없이 전해졌다. 그러나 많은 전국 시대 대나무 텍스트에는 각각 장의 끝과 마침표를 나타내는 기호 ⟨└⟩와 ⟨▄⟩가 포함되어 있다. 송나라에 이르러 학자들이 이해를 돕기 위해 텍스트에 문장 부호를 추가하는 것이 흔해졌다.

### 인쇄기 시대
1450년대 유럽에서 활자의 발명 이후 인쇄물과 독자층이 증가하기 시작했다. 마르틴 루터의 독일어 성경 번역은 최초의 대량 인쇄물 중 하나였으며, 그는 버귤, 마침표, 그리고 1% 미만의 물음표만을 문장 부호로 사용했다. 문장 부호의 초점은 여전히 소리 내어 읽는 것을 돕는 수사학적인 데 있었다. 작가이자 편집자인 린 트러스가 설명했듯이, "14세기와 15세기에 인쇄술이 발전하면서 표준적인 문장 부호 시스템이 시급히 필요하게 되었다." 글자가 균일한 인쇄된 책은 필사본보다 훨씬 빠르게 읽을 수 있었다. 빠르게 읽거나 소리 내어 읽는 것은 문장 구조를 분석할 시간을 허용하지 않았다. 이러한 속도 증가는 문장 부호의 사용 증가와 결국 표준화로 이어졌으며, 이는 단어들의 상호 관계를 보여주었다: 예를 들어 한 문장이 끝나고 다른 문장이 시작되는 지점 등.
표준 문장 부호 시스템의 도입은 베네치아의 인쇄업자인 알도 마누치오와 그의 손자에게도 기인한다. 그들은 문장을 콜론이나 마침표로 끝내는 관행을 대중화하고, 쌍반점을 발명하고, 가끔 괄호를 사용하고, 버귤을 아래로 내려 현대적인 쉼표를 만들었다는 평을 받는다. 1566년까지 알두스 마누티우스 젊은이는 문장 부호의 주된 목적이 통사론의 명확화라고 말할 수 있었다.
19세기까지 서양 세계의 문장 부호는 "무게 면에서 부호를 계층적으로 분류"하도록 발전했다. 세실 하틀리의 시는 그들의 상대적인 가치를 식별한다:
The stop point out, with truth, the time of pause

A sentence doth require at ev'ry clause.

At ev'ry comma, stop while one you count;

At semicolon, two is the amount;

A colon doth require the time of three;

The period four, as learned men agree.
문장 부호의 사용은 인쇄술 발명 이후에야 표준화되었다. 1885년판 The American Printer에 따르면, 문장 부호의 중요성은 다음과 같은 어린이들의 다양한 속담에서 언급되었다.
찰스 1세는 걷고 말했고

그의 머리가 잘린 지 30분 후였다.
세미콜론과 쉼표를 추가하면 다음과 같이 읽힌다.
찰스 1세는 걷고 말했고;

30분 후, 그의 머리가 잘렸다.
19세기 타이포그래피 매뉴얼에서 토머스 매켈라는 다음과 같이 썼다.
인쇄술 발명 직후, 독자의 길잡이를 위한 문장 내의 정지 또는 일시 정지의 필요성으로 인해 콜론과 마침표가 생겨났다. 시간이 흐르면서 쉼표가 추가되었는데, 당시에는 단순히 글자 본문에 비례하는 수직선에 불과했다. 이 세 가지 점은 15세기 말까지 사용된 유일한 점이었는데, 알도 마누치오는 쉼표에 더 나은 형태를 부여하고 세미콜론을 추가했다; 쉼표는 가장 짧은 일시 정지를 나타내고, 세미콜론이 그 다음, 그리고 콜론, 마지막으로 마침표가 문장을 끝냈다. 물음표와 감탄표는 여러 해 후에 도입되었다.

### 타자기와 전자 통신
제한된 전송 코드 세트를 가진 전기 전신의 도입과 제한된 키 세트를 가진 타자기가 문장 부호에 미묘하게 영향을 미쳤다. 예를 들어, 굽은 따옴표와 아포스트로피는 모두 두 문자('와 ")로 합쳐졌다. 하이픈, 마이너스 부호, 그리고 다양한 너비의 대시가 단일 문자(-)로 합쳐졌으며, 때로는 긴 대시를 나타내기 위해 반복되기도 했다. 전문 조판사에게 제공되던 다양한 너비의 공백은 일반적으로 단일 전각 폭 공백으로 대체되었으며, 글꼴은 고정폭으로 바뀌었다. 어떤 경우에는 타자기 키보드에 느낌표 (!)가 포함되지 않았는데, 이는 아포스트로피와 마침표를 겹쳐쓰기하여 만들 수 있었다; 원래 모스 부호에는 느낌표가 없었다.
이러한 단순화는 전신타자기와 ASCII 문자 집합이 본질적으로 타자기와 동일한 문자를 지원하면서 디지털 글쓰기로 이어졌다. HTML에서 공백을 처리하는 방식은 (영문 산문에서) 마침표 뒤에 두 개의 완전한 공백을 넣는 관행을 막았다. 왜냐하면 한 칸이나 두 칸의 공백이 화면에서는 동일하게 보였기 때문이다. (대부분의 스타일 가이드는 이제 두 칸 공백을 사용하지 않도록 권장하며, 위키백과 소프트웨어와 같은 일부 전자 글쓰기 도구는 자동으로 두 칸 공백을 한 칸으로 압축한다.) 전통적인 조판 도구의 전체 세트는 탁상출판과 더 정교한 워드 프로세서의 등장과 함께 사용 가능해졌다. 전통적인 조판의 문장 부호를 지원하는 유니코드와 같은 문자 집합이 널리 채택되었음에도 불구하고, 문자 메시지와 같은 글쓰기 형태는 새로운 비텍스트 문자(이모지 등)를 추가하여 단순화된 ASCII 스타일의 문장 부호를 사용하는 경향이 있다. 비공식적인 텍스트 대화는 필요 없는 문장 부호를 생략하는 경향이 있는데, 이는 더 공식적인 글쓰기에서는 오류로 간주될 수 있는 일부 방식도 포함한다.
컴퓨터 시대에 문장 부호 문자는 프로그래밍 언어와 URL에서 재활용되었다. 전자우편과 트위터 핸들에서 사용되면서 앳 기호 (@)는 대량 상품 판매자(파운드당 2.00달러에 10파운드)가 주로 사용하던 모호한 문자에서 기술적인 라우팅과 "at"의 약어로 널리 사용되는 매우 흔한 문자가 되었다. 물결표 (~)는 활자에서는 모음과 함께만 사용되었지만, 기계적인 이유로 인해 기계식 타자기에서 별도의 키로 존재하게 되었고, @처럼 완전히 새로운 용도로 사용되게 되었다.

## 한국어의 문장 부호
한국어에서 사용하는 문장 부호 중 일부는 대한민국과 조선민주주의인민공화국이 서로 다르다. ([ ]내는 북한에서 사용하는 이름이고, [X]는 사용하지 않는다는 뜻이다.)
- 마침표 - 가로쓰기에는 온점(.)을 쓰고, 세로쓰기에는 고리점(。)을 썼으나 최근에는 세로쓰기에도 온점을 찍는 경우가 많고, 결국 한글 맞춤법 부록: 문장부호에서 삭제되었다. (북한에서는 세로쓰기에서도 온점으로 표기)
- 물음표(?) - 의심이나 물음 혹은 적절한 말을 쓰기 어려운 경우에 쓴다.
- 느낌표(!) - 감탄이나 놀람, 부르짖음, 강한 명령, 부르거나 대답할 때 쓴다.
- 쉼표 - 가로쓰기에는 반점(,), 세로쓰기에는 모점(、)을 썼으나 세로쓰기가 잘 안쓰임에 따라 한글 맞춤법 부록: 문장부호에서 삭제되었다. (북한에서는 반점도 모점도 모두 반점으로 표기)
- 가운뎃점(·)[X] 쉼표로 열거된 어구가 다시 여러 단위로 나뉠 때 혹은 특정한 의미를 가지는 날을 나타내는 숫자에나 같은 계열의 단어 사이에 쓴다.
- 쌍점(:)[두점] 표제 다음에 해당 항목을 들거나 설명을 붙일 때, 희곡 등에서 대화 내용을 제시할 때, 시와 분, 장과 절 등을 구별할 때 사용함.
- 쌍반점(;)[반두점]
- 빗금(/)[X] 대비되는 두 개 이상의 어구를 묶어 나타낼 때, 기준 단위당 수량을 표시할 때, 시의 행이 바뀌는 부분임을 나타낼 때 쓰는 문장부호
- 따옴표
  - 큰따옴표("" 또는 “ ”), 겹낫표(『 』)[《》인용표]
  - 작은따옴표('' 또는 ‘ ’), 낫표(「 」)[〈〉거듭인용표]
- 괄호
  - 소괄호( () )[반달괄호] 주석이나 보충적인 내용을 덧붙일 때, 우리말 표기와 원어 표기를 아울러 보일 때, 생략할 수 있는 요소임을 나타낼 때, 희곡 등 대화를 적은 글에서 동작 분위기 상태를 드러낼 때, 내용이 들어갈 자리임을 나타낼 때, 항목의 순서나 종류를 나타내는 숫자나 문자등에 쓰는 문장부호
  - 중괄호( {} )[X] 같은 범주에 속하는 여러 요소를 세로로 묶어서 보일 때, 열거된 항목 중 어느 하나가 자유롭게 선택될 수 있음을 보일 때 쓰는 형태의 문장부호
  - 대괄호( [] )[꺾쇠부호] 괄호 안에 또 괄호를 쓸 필요가 있을 때 바깥쪽의 괄호를 나타낼 때, 고유어에 대응하는 한자어를 함께 보일 때, 원문에 대한 이해를 돕기 위해 설명이나 논평을 덧붙일 때 쓰는 형태의 문장부호
- 이음표
  - 줄표(―)[풀이표]
  - 붙임표(-)[이음표]
  - 물결표(~)숫자와 숫자 사이에 문장부호
- 드러냄표[밑점]
- 안드러냄표
  - 숨김표(××, ○○)[ㅁㅁㅁ] 금기어나 공공연히 쓰기 어려운 비속어를 나타낼 때, 비밀을 유지하기 위한 사항일 때 사용한다.
  - 빠짐표(□)[X]
  - 줄임표(……) 할말을 줄였을 때, 말이 없음을 나타낼 때, 문장이나 글의 일부를 생략할 때, 머뭇거림을 보일 때 사용함.
- 같음표(〃)

## 일본어의 문장 부호
- 。: 한국어의 온점과 같다.
- 、: 한국어의 반점과 같다.
- 반복 부호
  - 々: 한자 반복 부호
  - ゝ: 히라가나 반복 부호
  - ゞ: 히라가나 탁점 반복 부호
  - ヽ: 가타카나 반복 부호
  - ヾ: 가타카나 탁점 반복 부호

## 영어의 문장 부호
영어에는 크게 영국식과 미국식 두 가지 문장 부호 스타일이 있다. 이 두 스타일은 주로 따옴표, 특히 다른 문장 부호와 함께 사용할 때 다르게 처리된다. 영국식 영어에서는 마침표나 쉼표와 같은 문장 부호는 인용된 내용의 일부인 경우에만 따옴표 안에 배치하고, 문장을 포함하는 부분인 경우에는 닫는 따옴표 밖에 배치한다. 그러나 미국식 영어에서는 일반적으로 그러한 문장 부호는 닫는 따옴표 안에 배치된다. 이 규칙은 다른 문장 부호에 따라 달라진다; 예를 들어, 미국식 영어는 세미콜론, 콜론, 물음표, 느낌표에 관해서는 영국식 영어 규칙을 따른다. 연속 쉼표는 영국보다 미국에서 훨씬 더 자주 사용된다.

## 다른 언어
다른 유럽 언어들은 영어와 거의 같은 문장 부호를 사용한다. 유사성이 너무 강해서 몇 가지 변형이 원어민 영어 독자를 혼란스럽게 할 수도 있다. 따옴표는 특히 유럽 언어들마다 매우 다양하다. 예를 들어, 프랑스어와 러시아어에서는 따옴표가 다음과 같이 나타난다: « Je suis fatigué. » (프랑스어에서는 따옴표가 묶인 내용과 떨어져 있지만, 러시아어에서는 그렇지 않다.)
프랑스와 벨기에의 프랑스어에서는 기호 ⟨:⟩, ⟨;⟩, ⟨?⟩ 및 ⟨!⟩ 앞에 얇은 공백이 있다. 캐나다 프랑스어에서는 ⟨:⟩에만 해당된다.
그리스어에서는 물음표가 영어의 세미콜론처럼 쓰이는 반면, 콜론과 세미콜론의 기능은 ⟨·⟩처럼 올려진 점으로 수행되는데, 이를 아노 텔리아 (άνω τελεία)라고 한다.
조지아어에서는 세 개의 점 ⟨჻⟩이 이전에는 문장이나 단락 구분 기호로 사용되었다. 이는 여전히 서도에서 가끔 사용된다.
스페인어와 아스투리아스어 (둘 다 스페인에서 사용되는 로망스어군)는 질문의 시작에 거꾸로 된 물음표 ⟨¿⟩를 사용하고 끝에는 일반 물음표를 사용하며, 감탄의 시작에 거꾸로 된 느낌표 ⟨¡⟩를 사용하고 끝에는 일반 느낌표를 사용한다.
아르메니아어는 여러 자체 문장 부호를 사용한다. 마침표는 콜론으로, 콜론은 마침표로 표현된다; 느낌표는 물결표 ⟨~⟩와 유사한 대각선으로 표현되며, 물음표 ⟨՞⟩는 단어의 마지막 모음 뒤에 배치된 닫히지 않은 원과 유사하다.
아랍어, 우르두어, 페르시아어는 오른쪽에서 왼쪽으로 쓰이는데, 거꾸로 된 물음표: ⟨؟⟩, 그리고 거꾸로 된 쉼표: ⟨،⟩를 사용한다. 이는 현대적인 혁신이다; 근대 이전의 아랍어는 문장 부호를 사용하지 않았다. 마찬가지로 오른쪽에서 왼쪽으로 쓰이는 히브리어는 영어와 동일한 문자, ⟨,⟩와 ⟨?⟩를 사용한다.
원래 산스크리트어는 문장 부호가 없었다. 17세기부터 데바나가리 문자를 사용하는 산스크리트어와 마라티어는 산문 줄의 끝에 수직선 ⟨।⟩을, 시에서는 이중 수직선 ⟨॥⟩을 사용하기 시작했다.
중국어, 일본어, 한국어, 베트남어 쯔놈 문자는 19세기 후반에서 20세기 초반 서양에서 문장 부호가 도입되기 전까지는 사용되지 않았다. 문장 부호가 없는 텍스트에서는 고전 문장의 문법 구조가 맥락에서 추론된다. 현대 중국어, 일본어, 한국어의 대부분의 문장 부호는 영어의 해당 부호와 유사한 기능을 가지고 있지만, 종종 모양이 다르고 관습적인 규칙도 다르다.
인도 아대륙에서는 ⟨:-⟩이 콜론이나 부제 뒤에 가끔 사용된다. 그 기원은 불분명하지만, 영국령 인도의 잔재일 수도 있다. 인도 아대륙에서 화폐 금액을 기재할 때 흔히 사용되는 또 다른 문장 부호 관행은 숫자 뒤에 ⟨/-⟩ 또는 ⟨/=⟩를 사용하는 것이다. 예를 들어, Rs. 20/- 또는 Rs. 20/=는 20 루피 전체를 의미한다.
태국어, 크메르어, 라오어, 버마어는 20세기 서양에서 문장 부호가 도입되기 전까지는 문장 부호를 사용하지 않았다. 마침표나 쉼표보다 공백이 더 자주 사용된다.

## 새로운 문장 부호

### ‽
1962년, 미국 광고 책임자 마틴 K. 스펙터는 수사적 질문이나 불신감을 담은 질문을 표시하기 위해 물음표와 느낌표를 결합한 ‽를 제안했다. 새로운 문장 부호는 1960년대에 널리 논의되었지만, 널리 사용되지는 못했다. 그럼에도 불구하고, 이것과 그 역전된 형태는 유니코드에서 코드 포인트를 부여받았다: U+203D ‽ interrobang, U+2E18 ⸘ inverted interrobang.

### 이모티콘과 이모지의 전신
1966년 프랑스 작가 에르베 바쟁이 그의 책 Plumons l'Oiseau ("새를 뽑자", 1966)에서 제안한 여섯 가지 추가 문장 부호는 이모티콘과 이모지의 전신으로 볼 수 있다.
이들은 다음과 같았다:
- "아이러니 점" 또는 "아이러니 부호" (point d'ironie: )
- "사랑 점" (point d'amour: ) 사랑 점 또는 "사랑 부호"

사랑 점 또는 "사랑 부호"

- "확신 점" (point de conviction: )
- "권위 점" (point d'autorité: )
- "환호 점" (point d'acclamation: )
- "의심 점" (point de doute: )

### "물음 쉼표", "느낌 쉼표"

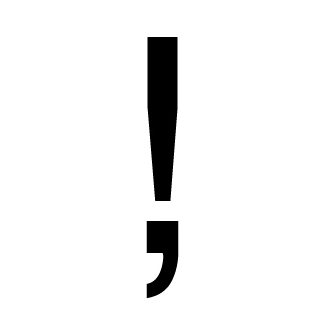
느낌 쉼표

1992년 세계지적재산권기구(WIPO) 번호 WO9219458로 두 가지 새로운 문장 부호, 즉 "물음 쉼표"와 "느낌 쉼표"에 대한 국제 특허 출원이 제출되고 공개되었다. 물음 쉼표는 물음표 하단의 점 대신 쉼표를 가지고 있으며, 느낌 쉼표는 느낌표 하단의 점 대신 쉼표를 가지고 있다. 이들은 문장 내에서 질문 및 감탄 부호로 사용하기 위한 것이었으며, 일반 물음표 및 느낌표도 이 기능을 사용할 수 있지만, 이는 구식으로 간주될 수 있다. 이 특허 출원은 캐나다에서만 국내 단계로 진입했다. 호주에서는 1994년 1월 27일에, 캐나다에서는 1995년 11월 6일에 만료되었다고 광고되었다.

### 기타
제안된 다른 문장 부호는 다음과 같다:
- Snark mark, 구두점 끝에 물결표를 붙여 비꼬는 표현을 나타낸다: 건조한 비꼼에는 .~, 열정적인 비꼼에는 !~, 비꼬는 질문에는 ?~
- 수사적 질문 기호:
- SarcMark는 비꼼을 나타낸다

## 같이 보기
- 국립국어원
- 맞춤법: 문장 부호뿐만 아니라 철자법, 붙임표 사용법, 대문자 사용, 단어 나누기, 강조 등을 포함하는 서면 규칙의 범주
- 한글 맞춤법
  - 띄어쓰기
- 표준어
- 대한민국 표준어
- 표준어 규정
  - 표준어 사정 원칙
  - 표준 발음법
- 외래어 표기법
- 로마자 표기법
- 한국어의 로마자 표기법
- 발음 구별 기호
- 티로니안 노트: 약 4,000개의 기호로 구성된 속기 시스템

## 내용주
1. ↑  The Latin names for the marks are subdistinctio, media distinctio, and distinctio.

### 인용
1. ↑  Encyclopædia Britannica: "Punctuation.
2. ↑  Byrne, Eugene. “Q&A: When were punctuation marks first used?”. 《History Extra》. BBC. 2017년 2월 14일에 확인함.
3. 1 2  Truss, Lynn (2004). 《Eats, Shoots & Leaves: The Zero Tolerance Approach to Punctuation》. New York: Gotham Books. 112쪽. ISBN 1-59240-087-6.
4. ↑  Bazin, Hervé (1966), 《Plumons l'oiseau》, Paris (France): Éditions Bernard Grasset, 142쪽
5. ↑  트러스, 린 (2003). Eats, Shoots & Leaves: The Zero Tolerance Approach to Punctuation. Profile Books. ISBN 1-86197-612-7.
6. ↑  E. Otha Wingo, Latin Punctuation in the Classical Age (The Hague, Netherlands: De Gruyter, 1972), 22.
7. ↑  Parkes, M. B. (1991). 〈The Contribution of Insular Scribes of the Seventh and Eighth Centuries to the 'Grammar of Legibility'〉. 《Scribes, Scripts and Readers: Studies in the Communication, Presentation and Dissemination of Medieval Texts》. London: Hambledon Press. 1–18쪽.
8. ↑  “Paleography: How to Read Medieval Handwriting”. 하버드 대학교. 2015년 12월 8일에 원본 문서에서 보존된 문서. 2017년 11월 13일에 확인함.
9. ↑  Raymond Clemens & Timothy Graham, Introduction to Manuscript Studies (Ithaca–London: Cornell UP, 2007), 84–6.
10. ↑  林清源，《簡牘帛書標제격식연구》台北： 藝文印書館，2006。(Lin Qingyuan, Study of Title Formatting in Bamboo and Silk Texts Taipei: Yiwen Publishing, 2006.) ISBN 957-520-111-6.
11. ↑  The 송사 (1346) states 「凡所讀書，無不加標點。」 (책을 읽는 사람들 중에 문장 부호를 추가하지 않는 사람은 없다).
12. ↑  Historische Kommasetzung bei Luther, en: historical use of comma by Luther, Frank Slotta, for Prof Beatrice Primus, Landesprüfungsamt I NRW, 2010.
13. ↑  Truss, Lynne (2004). 《Eats, Shoots & Leaves: The Zero Tolerance Approach to Punctuation》. New York: Gotham Books. 77쪽. ISBN 1-59240-087-6.
14. ↑  Truss, Lynn (2004). 《Eats, Shoots & Leaves: The Zero Tolerance Approach to Punctuation》. New York: Gotham Books. 77–78쪽. ISBN 1-59240-087-6.
15. ↑  Truss, Lynn (2004). 《Eats, Shoots & Leaves: The Zero Tolerance Approach to Punctuation》. New York: Gotham Books. 112–113쪽. ISBN 1-59240-087-6.
16. ↑  이오나 오피와 피터 오피 (1943) I Saw Esau.
17. ↑  MacKellar, Thomas (1885). 《The American Printer: A Manual of Typography, Containing Practical Directions for Managing all Departments of a Printing Office, As Well as Complete Instructions for Apprentices: With Several Useful Tables, Numerous Schemes for Imposing Forms in Every Variety, Hints to Authors, Etc.》 Fifteen – Revis a Enlarg판. Philadelphia: MacKellar, Smiths & Jordan. 63쪽.
18. ↑  예: 모스 부호
19. ↑  Chelsea, Lee. “Punctuating Around Quotation Marks”. 《APA Style》. American Psychological Association. 2017년 2월 16일에 확인함.
20. ↑  Bryan, Chloe (2019년 3월 12일). “Why people leave a space before punctuation in texts”. 《Mashable》. 2022년 6월 10일에 확인함.
21. ↑  Tetteroo, Jeroen (2015년 8월 19일). “Designer's Style Guide to French Translation for Canada”. 《LanguageSolutions》. 2022년 6월 10일에 확인함.
22. ↑  Put, Olga (2022년 2월 26일). “What Is the Upside-Down Question Mark in Spanish?”. 《Spanish Academy》. 2022년 6월 10일에 확인함.
23. ↑  “Punctuation in Different Languages”. 《TranslateMedia》. 2013년 7월 11일. 2022년 6월 10일에 확인함.
24. ↑  Prasoon, Shrikant (2015). 《English Grammar and Usage》. New Delhi: V & S Publishers. Chapter 6쪽. ISBN 978-93-505742-6-3.
25. ↑  Haley, Allan (June 2001). “The Interrobang Is Back”. fonthaus.com. 2008년 5월 7일에 원본 문서에서 보존된 문서. 2010년 12월 3일에 확인함.
26. ↑  Bazin, Hervé (1966), 《Plumons l'oiseau》, Paris (France): Éditions Bernard Grasset, 142쪽
27. ↑  Revised preliminary proposal to encode six punctuation characters introduced by Hervé Bazin in the UCS 보관됨 2016-05-07 - 웨이백 머신 by Mykyta Yevstifeyev and Karl Pentzlin, 28 Feb. 2012
28. ↑  “European Patent Office publication”. 2008년 10월 4일에 원본 문서에서 보존된 문서. 2025년 7월 4일에 확인함.
29. ↑  Australian Official Journal of Patents, 27 January 1994
30. ↑  CIPO – Patent – 2102803 – Financial Transactions 보관됨 2 10월 2008 - 웨이백 머신
31. ↑  Brandon Specktor; Samantha Rideout (2019년 3월 20일). “11 Little-Known Punctuation Marks We Should Be Using”. Reader's Digest Canada.

### 추가 문헌
- Allen, Robert (2002년 7월 25일). 《Punctuation》. 옥스퍼드 대학교 출판부. ISBN 0-19-860439-4.
- Amis, Kingsley (1998년 3월 2일). 《The King's English: A Guide to Modern Usage》. HarperCollins. ISBN 0-00-638746-2.
- Fowler, Henry Watson; Francis George Fowler (June 2002) [1906]. 《The King's English》. Oxford University Press. ISBN 0-19-860507-2.
- Gowers, Ernest (1948). 《Plain Words: a guide to the use of English》. London: Her Majesty's Stationery Office.
- Houston, Keith (2013). 《Shady Characters: Ampersands, Interrobangs and other Typographical Curiosities》. Particular.
- Parkes, Malcolm Beckwith (1993). 《Pause and Effect: An Introduction to the History of Punctuation in the West》. University of California Press. ISBN 0-520-07941-8.
- Patt, Sebastian (2013). 《Punctuation as a Means of Medium-Dependent Presentation Structure in English: Exploring the Guide Functions of Punctuation》. Tübingen: Narr Francke Attempto Verlag. ISBN 978-3-8233-6753-6.